# Alois Mourek
Alois Mourek (21. září 1913, Praha – 2. února 1988) byl český fotbalista, reprezentant Československa, obránce a záložník.

## Fotbalová kariéra
V československé lize hrál za SK Viktoria Žižkov. Nastoupil ve 183 ligových utkáních a dal 4 góly. Za československou reprezentaci odehrál 19. září 1937 utkání s Maďarskem, které skončilo prohrou 3:8. Mezi střelce se nezapsal.

## Ligová bilance
| Ročník                      | Zápasy | Góly | Klub               |
| --------------------------- | ------ | ---- | ------------------ |
| 1. asociační liga 1930/1931 | 2      | 0    | SK Viktoria Žižkov |
| 1. asociační liga 1931/1932 | -      | 0    | SK Viktoria Žižkov |
| 1. asociační liga 1932/1933 | -      | 0    | SK Viktoria Žižkov |
| 1. asociační liga 1933/1934 | -      | 0    | SK Viktoria Žižkov |
| Státní liga 1936/1937       | -      | 0    | SK Viktoria Žižkov |
| Státní liga 1937/1938       | -      | 0    | SK Viktoria Žižkov |
| Státní liga 1938/1939       | 21     | 2    | SK Viktoria Žižkov |
| Národní liga 1939/1940      | -      | 0    | SK Viktoria Žižkov |
| Národní liga 1940/1941      | -      | 0    | SK Viktoria Žižkov |
| Národní liga 1943/1944      | -      | 1    | SK Viktoria Žižkov |
| Státní liga 1945/1946       | -      | 0    | SK Viktoria Žižkov |
| Státní liga 1946/1947       | -      | 1    | SK Viktoria Žižkov |
| CELKEM 1. česká liga        | 183    | 4    |                    |

Dne 21. prosince 1941 obdržel broušenou vázu za 500 odehraných zápasů v dresu Viktorie Žižkov s nápisem "K 500. ZÁPASU LOISOVI MOURKOVI VĚNUJE VIKTORIA ŽIŽKOV 21.XII.1941".
Po náhlé smrti Karla Steinera byl v tehdejším tisku označován jako jeho důstojný nástupce. Jako dlouholetý kapitán mužstva si pořizoval záznamy z téměř každého utkání včetně zahraničních turné, např. po Francii (VŽ-Saint-Étienne 6-2; VŽ-Montpellier 5-1; VŽ-Ales 5-2; VŽ-Marseille 2-0; VŽ-Monaco 5-3; VŽ-Mont-de-Marsan 7-0; VŽ-Bordeaux 7-1; VŽ-Toulouse 10-0; VŽ-Nîmes 2-1; VŽ-Nice 8-4; VŽ-Saint-Étienne 4-1; VŽ-Lyon 5-1; 26. 1. 1932 – návrat do Prahy), po Dánsku, Švédsku, Norsku, Slovensku, Maďarsku. Hráčskou kariéru ukončil v době, kdy se komunistická vláda rozhodla, že nasadí do první ligy své mužstvo – armádní Duklu, a protože by bylo už příliš pražských celků v lize, bylo na nejvyšších stranických místech rozhodnuto o likvidaci Viktorie Žižkov ze soutěže – ostatní celky dostaly přidělený, tehdy povinný, státní podnik. Po ukončení hráčské kariéry v r. 1953 si ještě zahrál v Řeporyjích a Jinočanech, dále působil jako trenér ve Francii a Norsku, kde jej zastihla sovětská okupace Československa. Po váhání se vrátil za svou rodinou, která nesměla vycestovat. Jeho zahraniční angažmá se negativně podepsalo na možnosti vzdělání následujících dvou generací.